# S.N. Goenka
Satya Narayan Goenka (30 januari 1924 – 29 september 2013), beter bekend als S.N. Goenka, was een leraar in de vipassanameditatie en leerling van Sayagyi U Ba Khin (Birma, 1899-1971).

## Biografie
Hoewel van Indiase afkomst is S.N. Goenka geboren en getogen in Birma, waar hij zich na de Tweede Wereldoorlog ontwikkelde tot een van de grootste industriëlen van het land. Goenka leed aan zware migraineaanvallen en zocht bij zowel de reguliere als de alternatieve geneeswijze naar een oplossing, wat niet lukte. Alleen met zware medicatie kon hij zijn migraine verlichten. Om die reden kwam hij bij het International Meditation Centre (I.M.C.) in Rangoon terecht, waar U Ba Khin tiendaagse vipassanameditatieretraites gaf. Door de techniek van vipassana te beoefenen, werd het aantal en de intensiteit van de migraineaanvallen minder, en Goenka besloot een leerling van U Ba Khin te worden. Na 14 jaar aan studie, meditatie en begeleiding keerde Goenka terug naar India waar familie vroeg of hij een retraite wilde gaan geven. Zijn eerste 10-daagse retraite gaf hij aan twaalf personen waaronder zijn ouders. Nadien heeft Goenka honderden retraites gegeven en in 1982 begon hij met het opleiden van assistentleraren. Wereldwijd zijn er nu meer dan honderd meditatiecentra die vipassana aanbieden zoals onderwezen door Goenka.

## Vipassanameditatie
Vipassana is een meditatietechniek ontwikkeld en onderwezen door Gautama de Boeddha (563 – 483 voor Chr.). De vipassanatechniek staat zelf uitgeschreven in de Maha Satipatthana Sutta. Wereldwijd zijn er meerdere organisaties en leraren die vipassana aanbieden.

### Transformatieprocessen
Vipassana leidt tot pañña: wijsheid of inzicht. S.N. Goenka onderscheidt drie transformatieprocessen in het verkrijgen van pañña:
De 1e transformatieHet komen tot suta mayã pañña. Dan opent zich de ontvankelijkheid voor de wijsheid die ligt in de culturele verworvenheden. Men gaat van letterlijke interpretaties naar symbolische diepere rationele kennis. Die kan vervolgens tot een innerlijke herkenning komen. Deze herkenning kan een bepaalde rust teweegbrengen.
De 2e transformatieHet komen tot cintã-mayã pañña. Vanuit de rust van herkenning ontstaat geleidelijk wijs handelen. Men stelt dat dan het inzicht ontstaat in de eigen goede en slechte eigenschappen, en tevens het inzicht dat de blokkades (Sanskriet: kalapa Pali: "Sankara") binnen in een mens de veroorzakers zijn van zijn onrust. Volgens het theravada-boeddhisme is de enige manier om deze blokkades in de mens weg te halen het terugnemen van de projectie van het eigen onvermogen op anderen.
De 3e transformatieHet komen tot bhãvanã-mayã pañña. Hoe meer blokkades worden geneutraliseerd, hoe minder veroorzakers van onrust er overblijven. Dit levert een verstilling op die toegang biedt tot diepere psychologische lagen, waardoor door ervaring een zelfverworven wijsheid ontstaat die duurzaam is.

### Retraites in de gevangenis
Doing Time, Doing Vipassana is een documentaire over een 10-daagse vipassanaretraite die Goenka heeft gegeven aan duizend gevangenen in Tihargevangenis in India. The Dhamma Brothers is een andere documentaire over een retraite gegeven in de Donaldson Correctional Facility in Bessemer, in Alabama (Verenigde Staten). De film volgt vier veroordeelde moordenaars en hoe zij de meditatie ervaren. In India worden nu op reguliere basisretraites gegeven in gevangenissen. Ook ambtenaren krijgen eens in de vijf jaar verlof om een 10-daagse retraite te gaan volgen.

## Neutrale benadering
De retraites van S.N. Goenka worden als neutraal maar ook als streng ervaren. Daar waar anderen vipassana zien vanuit een boeddhistisch perspectief doet Goenka (die zelf een Hindoeïst is), dat niet. In een interview met William Hart beantwoordde Goenka de vraag "U hebt het steeds over de Boeddha. Onderwijst u het boeddhisme?" met:

Ik hou me niet bezig met '-ismes'. Ik onderwijs de Dhamma, dat is wat de Boeddha heeft onderwezen. Hij heeft nooit enig '-isme' of een sektarische doctrine onderwezen. Hij leerde iets waar mensen van iedere achtergrond hun voordeel mee kon doen: een kunst om te leven.

In zijn meditatiecentra komen geen relikwieën voor, en de gehele aankleding is zeer sober en neutraal. Gedurende de tien dagen zijn de mannen strikt gescheiden van de vrouwen en mag er geen enkel onderling contact zijn, noch communicatief noch fysiek. Er wordt geen loopmeditatie gegeven. Er wordt overdag 10,5 uur gemediteerd.
De retraites worden overal ter wereld zo homogeen mogelijk gehouden. Het programma en dagindeling zijn overal gelijk. De meditatie-, slaap- en eetruimtes worden volgens hetzelfde stramien ingericht. Het menu ligt (zo mogelijk) per dag vast en de meditatiesessies en dharmalezingen worden van band, ingesproken door Goenka, afgespeeld. Van tevoren ligt vast op welk moment welke band gedraaid wordt en ook dit is overal hetzelfde. Zodoende ziet een 10-daagse vipassanaretraite in Egypte er hetzelfde uit als in Cambodja of België.